# Olympische Sommerspiele 2024/Teilnehmer (Nauru)
| Gelbes Symbol für Goldmedaillen mit stilisierten Olympischen Ringen | Graues Symbol für Silbermedaillen mit stilisierten Olympischen Ringen | Braundes Symbol für Bronzemedaillen mit stilisierten Olympischen Ringen |
| ------------------------------------------------------------------- | --------------------------------------------------------------------- | ----------------------------------------------------------------------- |
| —                                                                   | —                                                                     | —                                                                       |

Nauru nahm an den Olympischen Spielen 2024 vom 26. Juli bis zum 11. August 2024 in Paris mit einem Athleten teil. Es war die insgesamt achte Teilnahme an Olympischen Sommerspielen.

## Teilnehmer nach Sportarten

### Leichtathletik
Laufen und Gehen
| Athleten        | Wettbewerb | Qualifikation | Qualifikation | Vorlauf       | Vorlauf       | Halbfinale    | Halbfinale    | Finale        | Finale        | Rang |
| Athleten        | Wettbewerb | Zeit          | Rang          | Zeit          | Rang          | Zeit          | Rang          | Zeit          | Rang          | Rang |
| --------------- | ---------- | ------------- | ------------- | ------------- | ------------- | ------------- | ------------- | ------------- | ------------- | ---- |
| Männer          |            |               |               |               |               |               |               |               |               |      |
| Winzar Kakiouea | 100 m      | 11,15 s       | 5             | ausgeschieden | ausgeschieden | ausgeschieden | ausgeschieden | ausgeschieden | ausgeschieden | 86   |